# لقدامرة (سوالم التيرس)
لقدامرة هو دُوَّار يقع بجماعة موالين الواد، إقليم بنسليمان، جهة الدار البيضاء سطات في المملكة المغربية. ينتمي الدوّار لمشيخة سوالم التيرس التي تضم 6 دواوير. يقدر عدد سكانه بـ 703 نسمة حسب الإحصاء الرسمي للسكان والسكنى لسنة 2004.

## روابط خارجية
- البوابة الوطنية للجماعات الترابية نسخة محفوظة 12 مارس 2018 على موقع واي باك مشين.
- المندوبية السامية للتخطيط